# Operação Tarântula
A Operação Tarântula foi uma grande operação policial realizada em  São Paulo, entre 27 de fevereiro e 10 de março de 1987. Baseava-se na criminalização do trabalho sexual de travestis e transgêneros, no contexto de luta contra o aumento do contágio pelo HIV.
56 travestis foram detidas já na primeira noite da operação. "Foi um dos episódios mais cruéis da história contra mulheres trans e travestis".

## Histórico
No Brasil, no final dos anos 1980, estava em curso um processo de redemocratização do país, após mais de duas décadas de ditadura militar brasileira (1964-1985). Nesse momento de abertura política, havia, na sociedade, a expectativa de extensão de direitos e garantias fundamentais às populações vulnerabilizadas.
Paralelamente, desde o início dos anos 1980 até, pelo menos, o início dos 1990, havia um pânico moral relacionado à proliferação da AIDS, então associada a homens gays e a mulheres trans, sendo nomeada, no âmbito acadêmico, como Gay Related Immunedeficiency (GRID) e, na mídia, como "câncer gay", "peste gay" ou "peste rosa", o que resultou na estigmatização da população LGBTI. Em 1º de maio de 1980, O Estado de S. Paulo exibia a seguinte manchete: “Polícia já tem plano conjunto contra travestis”. Em 1981, o Jornal do Brasil publicou a matéria “Câncer em homossexuais é pesquisado nos EUA”. 
A perseguição policial intensificou-se  entre 1980 e 1985, quando o delegado José Wilson Richetti ordenou a prisão em massa de travestis e transexuais, por meio das chamadas  operações Limpeza e Rondão, que levaram mais de 1.500 pessoas à prisão, somente no centro da cidade de  da São Paulo.
A Operação Tarântula tinha base no Código Penal Brasileiro (promulgado em 1940) Art. 130, que condena à detenção de três meses a um ano (ou multa) todo indivíduo que expuser alguém ao contágio de moléstia venérea com a qual sabe estar contaminado. Sendo acrescido um ano à pena se o indivíduo tiver a intenção de transmitir a doença. A operação era, portanto, uma ação para combater a AIDS.
Ao mesmo tempo, a operação tinha uma ligação com um certo pensamento religioso apocaliptista, centrado na criminalização da prostituição, em especial de pessoas trans, ocultando informações sobre a contaminação do HIV entre heterossexuais cisgêneros. Nos primeiros dias da operação, Márcio Prudente Cruz, delegado-chefe do departamento que reunia as delegacias regionais de polícia da  Região Metropolitana de São Paulo (Degran), pontificou: "Os tempos de Nostradamus estão chegando".
As travestis recolhidas pela polícia respondiam a processos por crime de contágio venéreo, e jornais da época indicaram a possibilidade de testagem compulsória para averiguação de doenças sexualmente transmissíveis, e o sistema penal aparecia como instrumento de contenção do crescente contágio por HIV. Configurava-se uma relação de  antagonismo entre o Estado e a sociedade bem-pensante, de um lado, e as travestis e demais pessoas LGBTI, de outro.
"Diferentemente de boa parte da população, que comemorava o fim da ditadura e o início da redemocratização do Brasil, as travestis estavam sendo encarceradas generalizadamente em São Paulo, ou até mortas pelos próprios agentes policiais ou grupos associados à polícia (e não somente) que simpatizavam com o extermínio trans."
Grupos de defesa dos direitos LGBTI pressionaram a Secretaria de Segurança Pública de São Paulo pelo encerramento da operação. Nos 12 dias da Operação Tarântula, estima-se que mais de 300 travestis foram presas. Além delas, outras tantas foram mortas.
| “            | Quando o camburão preto e branco (chamado de "a barca”) passava, causava pânico. Era só violência, podiam "descer o porrete" ou coisa pior. No Centro de São Paulo, vi uma mulher trans negra ser executada com um tiro na testa. O policial disse: "o que estão olhando? Corram enquanto estão vivas." Vira e mexe, corpos eram encontrados nas ruas. | ” |
| — Neon Cunha | |   |

Neon Cunha, uma das sobreviventes da Operação Tarântula,  relembra, numa entrevista à CNN Brasil, o que passou na época: "É difícil narrar todo aquele período de transformação política e social no Brasil recém-saído da ditadura, que, na prática, não termina". Segundo ela, quando "a barca" passava e causava pânico em todos, a violência era desenfreada. Os policiais podiam "descer a porrada" ou coisa pior. Ela contou já ter visto uma mulher ser executada com um tiro na testa.

## O nome
A Operação Tarântula teve esse nome porque "a tarântula tem, de fato, longos braços", tal como a operação, que abrangia uma grande parte da Região Metropolitana de São Paulo, incluindo Osasco, Guarulhos e ABC Paulista.

## Outras operações
A Tarântula não foi a única operação policial para  higienizar a cidade e eliminar supostas  ameaças à ordem pública e aos bons costumes. Também houve similares, dentre as quais:
- Arrastão (São Paulo)
- Cidade (São Paulo)
- Rondão (São Paulo)
- Limpeza (São Paulo)
- Sapatão (São Paulo)
- Asa Branca (em Recife)